# Finn-Stenbittjärnen
Finn-Stenbittjärnen är en sjö i Kramfors kommun i Ångermanland och ingår i Ångermanälven-Gådeåns kustområde.